# Zoebtsov
Zoebtsov (Russisch: Зубцов) is een stad in de Russische oblast Tver. De stad ligt bij de uitmonding van de Vazoeza in de Wolga. Zoebtsov ligt 15 kilometer ten zuidoosten van Rzjev en 146 kilometer ten zuidwesten van Tver. Zoebtsov is tevens het centrum van het gelijknamige bestuurlijke rayon. Het aantal inwoners is 6.456..
De eerste schriftelijk vermelding dateert uit 1216. In de Middeleeuwen was Zoebtsov een grensfort van het Vorstendom Tver. Zoebtsov werd samen met de rest van het vorstendom in 1485 door Moskou geannexeerd. Later werd Zoebtsov een belangrijke handelsmarkt voor vlas. Catharina de Grote kende in 1776 de stadstatus toe.

## Demografie
| 1856  | 1897  | 1917  | 1926  | 1939  | 1959  | 1970  | 1979  | 1989  | 2002  | 2010  | 2015  |
| ----- | ----- | ----- | ----- | ----- | ----- | ----- | ----- | ----- | ----- | ----- | ----- |
| 2.976 | 2.922 | 3.303 | 3.663 | 4.718 | 4.500 | 4.678 | 6.398 | 7.630 | 7.430 | 6.927 | 6.456 |

## Galerij

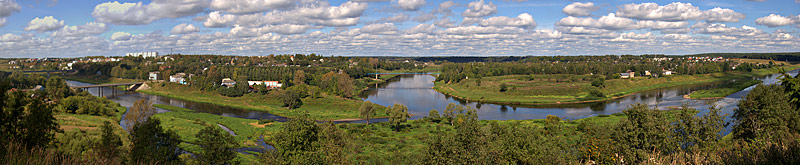
Uitzicht van Zoebtsov
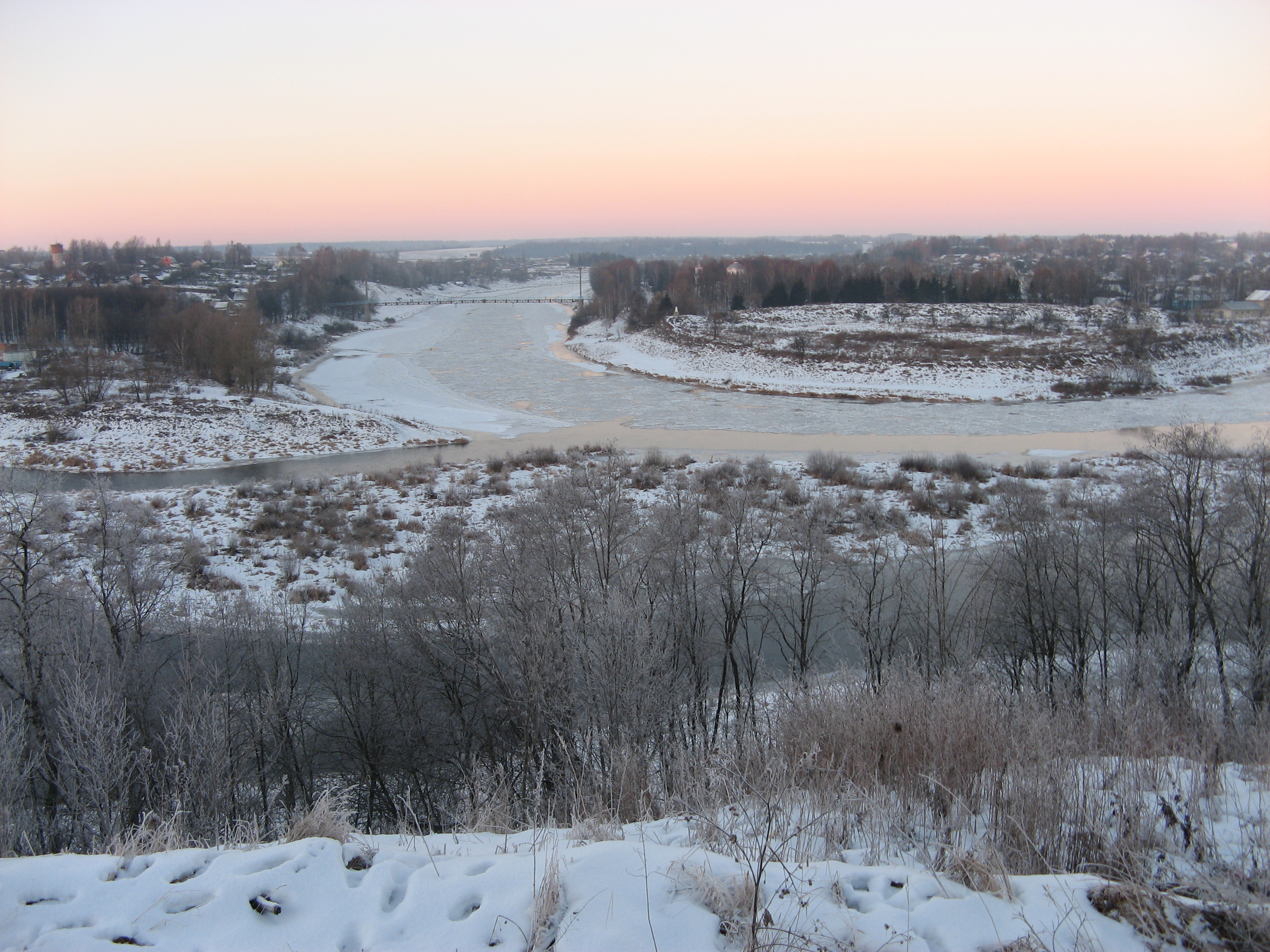
Winter in Zoebtsov
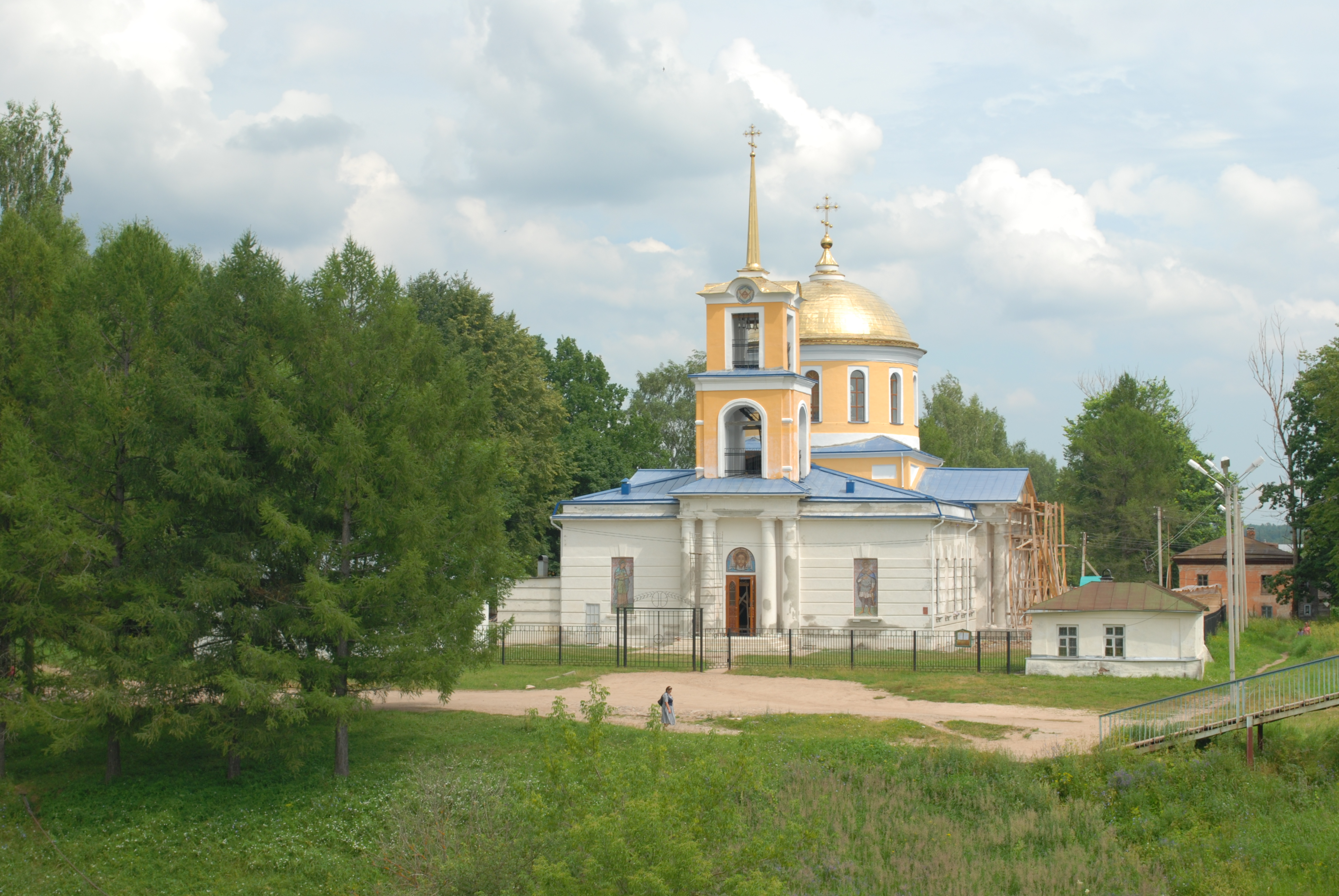
Kathedraal in Zoebtsov
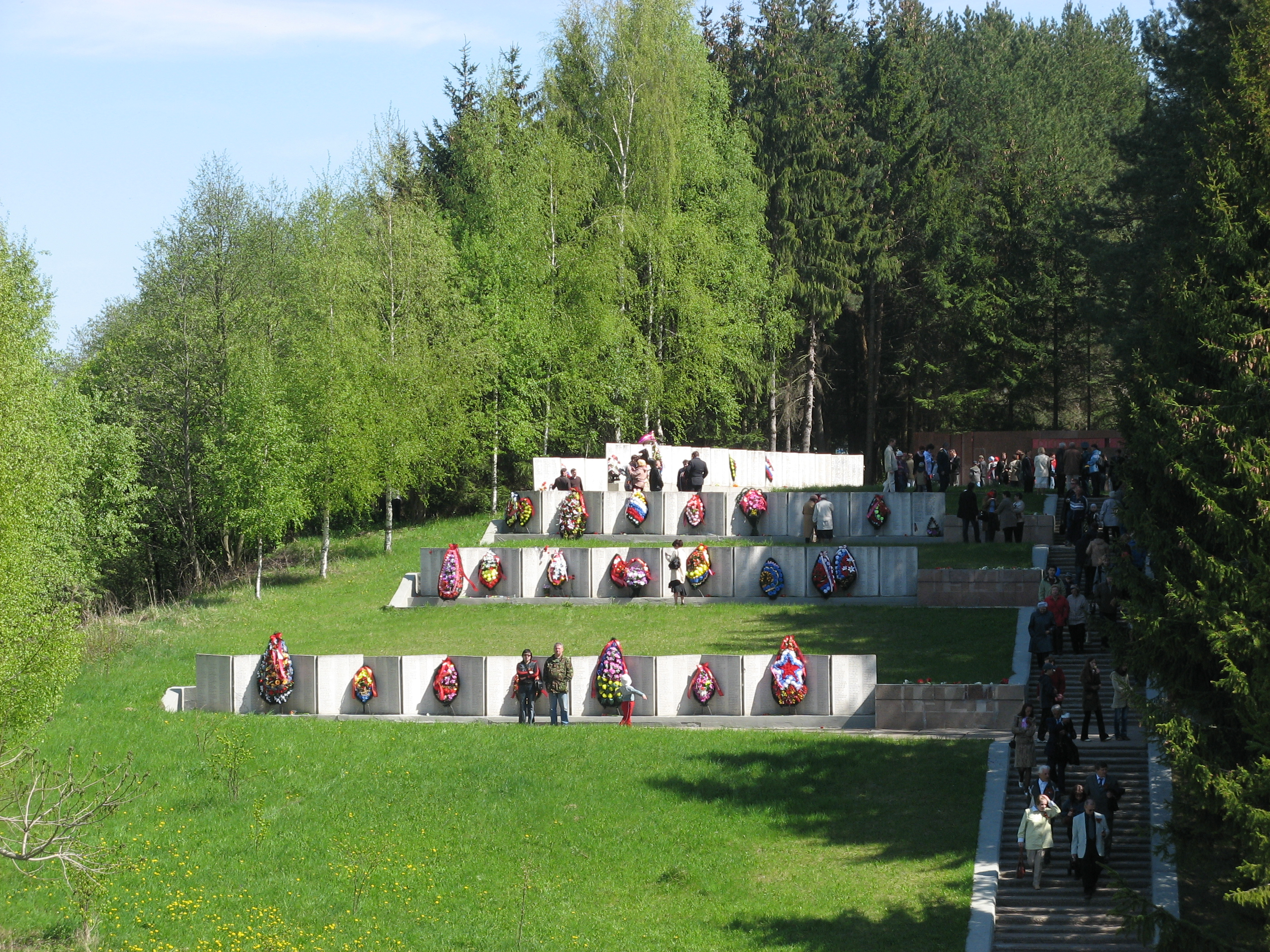
WOII-monument

Bestuurlijk centrum: Tver 

Andreapol · Bezjetsk · Bely · Bologoje · Kasjin · Kaljazin · Kimry · Konakovo · Krasny Cholm · Koevsjinovo · Lichoslavl · Nelidovo · Oedomlja · Ostasjkov · Rzjev · Staritsa · Torzjok · Toropets · Vesjegonsk · Vysjni Volotsjok · Zapadnaja Dvina · Zoebtsov